# Meyerasaurus
Meyerasaurus là một chi thằn lằn cổ rắn, được Smith mô tả khoa học năm 2010.